# کاک (کارتونیست)
هاریش چاندرا شوکلا (به انگلیسی: Harish Chandra Shukla؛ زادهٔ ۱۶ مارس ۱۹۴۰ – درگذشتهٔ ۱ ژانویهٔ ۲۰۲۵) که بیشتر با نام مستعار خود، کاک (Kaak) شناخته می‌شد، یک کاریکاتوریست و کارتونیست اهل هند بود. او با روزنامه‌های برجسته‌ای، در طول چندین دهه، کار کرد. کاک در زبان هندی به معنای کلاغ است که به قول یک ضرب‌المثل، پرنده‌ای است که وقتی کسی دروغ می‌گوید صدای تند خود را بلند می‌کند.

## درگذشت
کاک در ۱ ژانویهٔ ۲۰۲۵، به علت سکته قلبی در سن ۸۴ سالگی درگذشت.